# William Lawes
William Lawes (Salisbury, Wiltshire, abril de 1602 – 24 de setembre de 1645) fou un músic i compositor anglès. Era germà del també compositor Henry Lawes.
Va entrar al servei del Príncep de Gal·les, Enric, i després de Carles I, relacionant-se amb els grans mestres de la música per a viola de la seva època. La seva curta carrera de compositor va quedar interrompuda per la seva mort, esdevinguda després enrolar en l'Armada. La seva genialitat va ser sense cap dubte emmascarada per l'èxit de la música de Henry Purcell.

## Vida i carrera
Lawes era fill de Thomas Lawes, un vicari coral a la catedral de Salisbury, i germà d'Henry Lawes, un compositor de gran èxit per dret propi. És possible que el jove William fos membre del cor de la catedral d'allà.
El seu mecenes, Edward Seymour, comte d'Hertford, el va fer aprenent del compositor John Cooper, cosa que probablement va portar Lawes en contacte amb Carles, príncep de Gal·les a una edat primerenca. Tant Guillem com el seu germà gran Henry van rebre nomenaments a la cort després que Carles va succeir al tron britànic com a Carles I. William va ser nomenat "músic ordinari per a llaüts i veus" el 1635, però abans havia estat escrivint música per a la cort.
Lawes va passar tota la seva vida adulta al servei de Carles. Va compondre música profana i cançons per a màscares de la cort (i sens dubte tocava en elles), així com himnes i motets sagrats per al culte privat de Carles. Avui és més recordat per les seves sublims suites de consort de viola per a entre tres i sis intèrprets i la seva música de viola lyra. El seu ús del contrapunt i la fuga i la seva tendència a juxtaposar temes estranys i espantoses al costat dels pastorals en aquestes obres els van fer desfavorir els segles posteriors a la seva mort; només han estat àmpliament disponibles en els últims anys.

Quan la disputa de Carles amb el Parlament va provocar l'esclat de la Guerra Civil, Lawes es va unir a l'exèrcit reial. Durant el setge de York, Lawes vivia a la ciutat i va escriure almenys una peça musical com a resultat directe de la situació militar: la ronda Vegeu com es veu el drac de Cawood, una resposta viva i desafiant a la captura parlamentària del castell de Cawood, unes deu milles de York. Se li va donar una plaça a la "King's Guard", amb la intenció de mantenir-lo fora de perill. Malgrat això, va ser "afusellat casualment" per un parlamentari en la derrota dels reialistes a Rowton Heath, prop de Chester, el 24 de setembre de 1645. Encara que el rei estava de dol pel seu parent Bernard Stuart (assassinat en la mateixa derrota), es va instituir un dol especial per Lawes, aparentment homenatjant-lo amb el títol de "Father of Musik". L'autor del seu epitafi, Thomas Jordan, el va tancar amb un joc de paraules llagrimoses sobre el fet que Lawes havia mort a mans d'aquells. que va negar el dret diví dels reis:
| « | <Voluntat. Lawes va ser assassinat per tals les voluntats dels quals eren lleis. El cos de Lawes es va perdre o es va destruir i es desconeix el seu lloc d'enterrament. | » |

## Estil musical

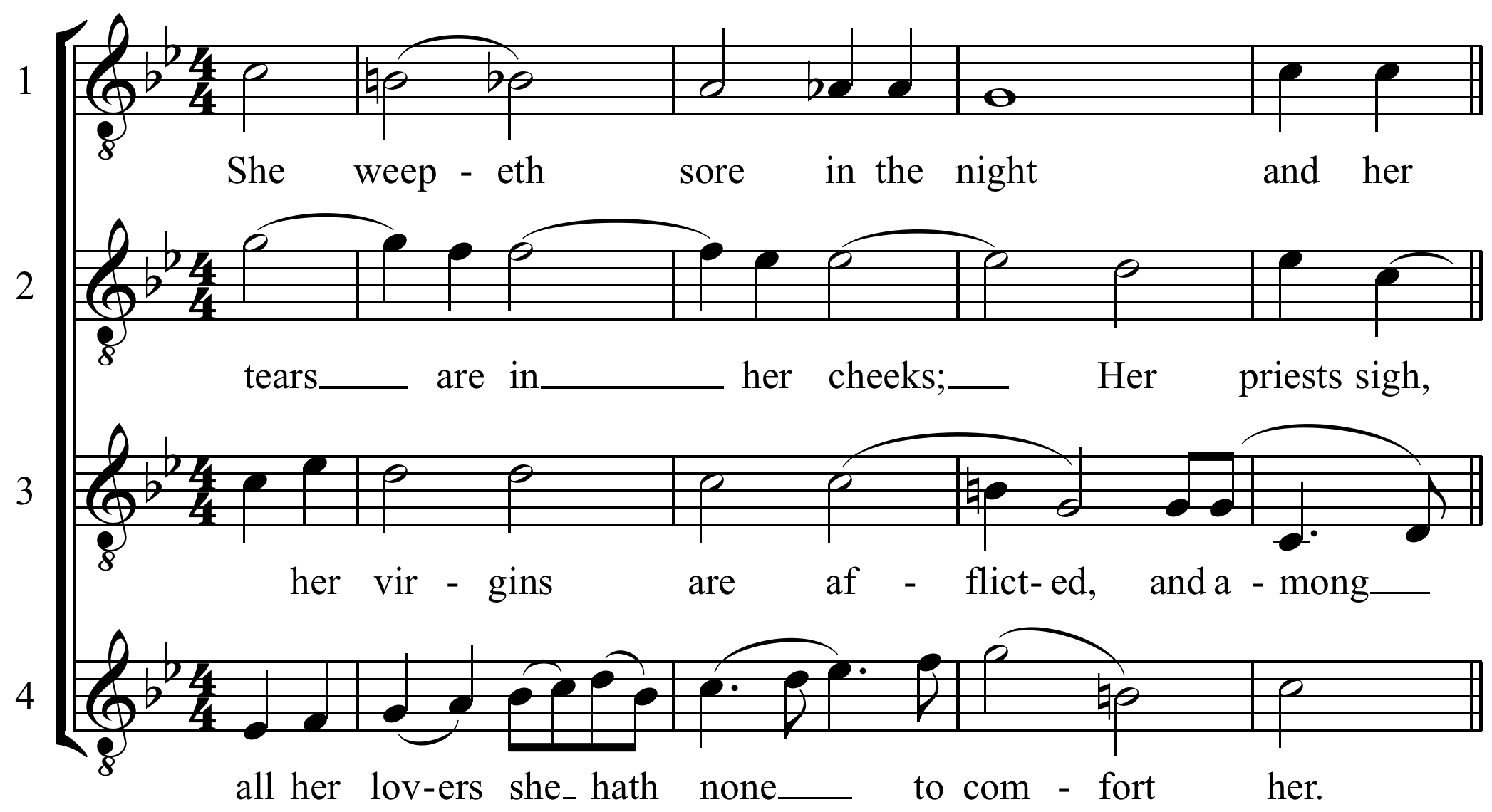
"She Weepeth Sore in the Night", four voice round Play (help·info)

La música instrumental de Lawes és típica del gènere del segle XVII a Anglaterra. Els gestos rítmics intensos i les harmonies dissonants contrasten clarament amb les regles tradicionals del contrapunt com les practicades per compositors anteriors que Lawes coneixia, com William Byrd. El seu estil d'escriptura és molt educat, sovint experimental i virtuós; Les melodies es poden fragmentar i alterar amb articulació i accentuació variades. Lawes era conegut per ser un virtuós de la lyra viola. Allà també la seva música presenta extrems cromàtics que normalment no es troben a les obres del primer barroc. No obstant això, les seves obres, incloses dues composicions sobre el cantus firmus In nomine, mostren que era conscient de les pràctiques teòriques de la seva època.
És especialment conegut per la seva música de ball de conjunt, que pren la forma de suites anomenades "consorts conjunts", molt apreciades pels seus contemporanis i successors. Deu d'aquests conjunts formen una bona i variada col·lecció anomenada Royal Consort, completada el 1635 per Carles I d'Anglaterra. Aquest es va publicar en dues versions: per a dues violes agudes, viola tenor, viola baixa i teorba continua; i, més tard, per a dos violins, dues violes baixes i dues teorbes. Fins fa poc, la versió de violí era la més coneguda, gràcies al treball d'edició realitzat als anys seixanta, però els estudis han revelat que la versió de quatre violes era de molt millor qualitat, havent estat l'escenari original. Molts dels conjunts de consort de Lawes semblen haver estat composts com a música funcional o peces pedagògiques.

## Treballs
Per a veu
- Dainty Fine Aniseed Water Fine, ca. 1630
- Drink Tonight of the Moonshine Bright, ca. 1630
- Gather Your Rosebuds While You May, ca. 1630
- She Weepeth Sore In the Night, ca. 1630

Per a instrument sol
- Music for Solo Lyra-Viol, ca. 1630

per a conjunt instrumental
Tingueu en compte que els conjunts de Royal Consort a continuació existeixen en una puntuació primària de 2 violes agudes, viola tenor, viola baixa i teorba (com a baix complet o continu), així com en una alternativa, però recentment desacreditada, puntuació de 2 violes agudes, 2 violes baixes i 2 teorbes (amb l'opció que els violins substitueixin les violes agudes). Les fonts amb la puntuació de dues teories mostren moviments addicionals, en particular un Fantasy i un Ecco per obrir i tancar els sets 1 i 6, i ajustos a la seqüència de moviments.
- Almain for 2 Lutes, ca. 1625
- Almain for 3 Lyra-Viols, vdgs564, ca. 1630
- Almain for 4 Viols and Continuo, vdgs260, 1625
- Courante 1 for 2 Lutes, ca. 1625
- Courante 2 for 2 Lutes, ca. 1625
- Divisions on a Pavan in g for 2 Bass Viols and Organ, ca. 1638
- Eight Sonatas (Fantasy Suites) for Violin, Bass Viol and Organ, ca. 1630
- Eight Sonatas (Fantasy Suites) for 2 Violins, Bass Viol and Organ, ca. 1630
- Fantasy for 3 Lyra-Viols, vdgs567, ca. 1630
- Fantasy in c for 4 Viols, vdgs108, ca. 1630
- Organ Consort Set 1 (Fantasy—Air—Air) a 5 in g, On the Playnsong, ca. 1638
- Organ Consort Set 2 (Fantasy—Fantasy—Air) a 5 in a, For Ye Violls, ca. 1638
- Organ Consort Set 3 (Fantasy—Air—Pavan—Air) a 5 in c, ca. 1638
- Organ Consort Set 4 (Fantasy—Pavan—Air) a 5 in F, ca. 1638
- Organ Consort Set 5 (Fantasy—Pavan—Air) a 5 in C, ca. 1638
- Organ Consort Set 6 (Pavan—Fantasy—Air) a 6 in g, ca. 1638
- Organ Consort Set 7 (Fantasy—Fantasy—Air) a 6 in C, ca. 1638
- Organ Consort Set 8 (Air—Fantasy—Air—Fantasy) a 6 in F, Sunrise, ca. 1638
- Organ Consort Set 9 (Fantasy—Air—In nomine) a 6 in Bb, ca. 1638
- Organ Consort Set 10 (Fantasy—Fantasy—In nomine—Air) a 6 in c, ca. 1638
- Pavan for 4 Viols and Continuo, vdgs76, 1625
- Royal Consort Set 1 in d for 4 Viols and Continuo, 1635
- Royal Consort Set 2 in d for 4 Viols and Continuo, 1635
- Royal Consort Set 3 in d for 4 Viols and Continuo, 1635
- Royal Consort Set 4 in D for 4 Viols and Continuo, 1635
- Royal Consort Set 5 in D for 4 Viols and Continuo, 1635
- Royal Consort Set 6 in D for 4 Viols and Continuo, 1635
- Royal Consort Set 7 in a for 4 Viols and Continuo, 1635
- Royal Consort Set 8 in C for 4 Viols and Continuo, 1635
- Royal Consort Set 9 in F for 4 Viols and Continuo, 1635
- Royal Consort Set 10 in Bb for 4 Viols and Continuo, 1635
- Sarabande for 3 Lyra-Viols, vdgs569, ca. 1630
- Sarabande for 4 Viols and Continuo, vdgs264, 1625
- Set a 4 in g, ca. 1630

for the Church
- 30 3-part Psalm settings

per l'escenari
- music for various masques
- Ye Fiends and Furies for Davenant's masque The Unfortunate Lovers

## Discografia
| Aire à 4, VdGS No.112, Oxford. Bodleian Library, Mus.Sch.b.2, p.33 (ca.1638-45) |
|                                                                                 |
| Performed by Phillip W. Serna, Treble & Bass Viols                              |
|                                                                                 |

- For ye violls: Consort setts in 5 & 6 parts

Fretwork & Paul Nicholson; Virgin Classics 91187-2; 1991
- Sonatas for violin, bass viol and organ

London Baroque; Harmonia Mundi HMA 1901493; 1994
- Fantasia Suites for two violins, bass viol and organ

The Purcell Quartet; Chandos CHAN0552, 1994
- Royall Consort Suites

The Purcell Quartet with Nigel North & Paul O'Dette; Chandos CHAN0584/5, 1995
- Consort Music for Viols, Lutes and Theorbos

the Rose Consort of Viols, Timothy Roberts, Jacob Heringman & David Miller; Naxos 8.550601; 1995
- Royall Consort Suites vol 1

The Greate Consort; Gaudeamus CD GAU146, 1995
- Concord is conquer'd: Consort setts for 5 & 6 viols. 4 Herrick songs. Pieces for lyra viol

Fretwork, Catherine Bott, Richard Boothby & Paul Nicholson; Virgin Classics 5451472; 1995
- Royall Consort Suites vol 2

The Greate Consort; CD GAU147, 1997
- The Royal Consort & lute songs

René Jacobs, Sigiswald Kuijken, Lucy van Dael, Wieland Kuijken, Toyohiko Satoh, Edward Witsenbug, Gustav Leonhardt; Sony Classical 1997
- Fantazia suites for violin, bass viol and organ

Music's Re-creation; Centaur CRC 2385; 1998
- Suites pour une et trois lyra-violes

Jonathan Dunford, Sylvia Abramowicz & Sylvia Moquet; Adès 465 607–2; 1998
- Consorts in four and five parts

Phantasm & Sarah Cunningham; Channel Classics CCS 15698; 2000
- Consorts in six parts

Phantasm, Susanne Braumann & Varpu Haavisto; Channel Classics CCS 17498; 2002
- Consort Sets in Five & Six Parts, Jordi Savall – Hespèrion XXI – Alia Vox 9823 A+B
- Consort sets in five & six parts,

Hespèrion XXI, Alia Vox AV9823A, AV9823B; 2002
- Knock'd on the head: William Lawes, music for viols

Concordia, Metronome MET CD 1045; 2002
- William Lawes: In loving memory. Musica Oscura 070972-2
- Harp Consorts

Maxine Eilander et Les Voix Humaines; ATMA Classique ACD22372; 2008
- The Royall Consorts

Les Voix Humaines; ATMA Classique ACD22373; 2012
- The Royal Consort

Phantasm & Laurence Dreyfus; Linn CKD470; 2015
- Royal Consorts: Music for English Kings

Latitude 37; ABC Classics 4812100; 2015